# Bristol 409
La Bristol 409 est la troisième série de voitures du fabricant anglais Bristol Cars à utiliser le moteur Chrysler V8. Elle fut introduite avant que la précédente Bristol 408 ne sorte de production et ne supplanta ce modèle qu'après un an.
Il y eut un certain nombre de changements majeurs sur le châssis de la 409 par rapport aux Bristol précédentes. Les ressorts étaient beaucoup plus doux que sur la 408 ou 407, amenant ainsi une qualité de conduite bien meilleure. Suivant Chrysler dans son travail pionnier au début des années 1960, Bristol équipa le véhicule d'un alternateur (à courant alternatif) à la place de la traditionnelle dynamo à courant continu, qui s'avérait difficile à conduire aux vitesses élevées du moteur. À la suite des travaux antérieurs sur la 408, on trouve également un levier d'amélioration de la sécurité pour empêcher quiconque de mettre en marche la transmission automatique accidentellement. Il y avait aussi un autre différentiel avec un rapport un peu plus élevé (c'est-à-dire numériquement inférieur).
Comme dans chaque berline Bristol depuis la 404, un compartiment, accessible par un panneau articulé entre l'avant de la porte du conducteur et l'arrière du passage de roue avant, loge la batterie, le panneau de fusibles, le moteur de l'essuie-glace et le servo des freins. Un panneau similaire de l'autre côté de la voiture abrite la roue de secours et le cric.
Le style est pratiquement inchangé par rapport à la 408, mais la calandre est maintenant de forme trapézoïdale en remplacement du rectangle parfait de la 408.
Le moteur a été légèrement modifié – restant à 5 211 cm3 mais délivrant un peu plus de puissance et de couple. La 409 a été la première Bristol à être proposée avec la direction assistée, d'abord en option, puis en équipement standard à partir de juin 1967.
Le 409 fut la dernière Bristol V8 à sélection de rapport de transmission à boutons-poussoirs sur le tableau de bord.